# Mao Zemin
Mao Zemin (ur. 3 kwietnia 1896, zm. 27 września 1943) – brat chińskich liderów komunistycznych Mao Zedonga i Mao Zetana. W 1922 roku wstąpił do Komunistycznej Partii Chin. Pełnił funkcję prezesa banku narodowego i ministra gospodarki Chińskiej Republiki Rad, a po jej upadku wziął udział w Długim Marszu. W 1938 roku został skierowany do Urumczi w celu organizacji oddziałów Armii Czerwonej w prowincji Xinjiang. Aresztowany w 1942 roku podczas antykomunistycznych czystek przeprowadzonych przez jej gubernatora Sheng Shicaia i stracony rok później.
Jego synem jest Mao Yuanxin.